# Troféu HQ Mix de melhor livro teórico
Livro teórico é uma das categorias do Troféu HQ Mix, premiação brasileira dedicada aos quadrinhos que é realizada pela Associação dos Cartunistas do Brasil (ACB) e pelo Instituto do Memorial das Artes Gráficas do Brasil (IMAG) desde 1989.

## História
A categoria "Livro teórico" faz parte do Troféu HQ Mix desde sua primeira edição, em 1989. É destinada a premiar livros que façam estudos sobre quadrinhos e humor gráfico, assim como biografias de quadrinistas e outros relacionados a esses temas. Os vencedores são escolhidos por votação entre profissionais da área (roteiristas, desenhistas, jornalistas, editores, pesquisadores etc.) a partir de uma lista de sete indicados elaborada pela comissão organizadora do evento.
Em alguns anos houve vencedores estrangeiros (que ganharam com base na edição brasileira de seus livros): Will Eisner, Scott McCloud (duas vezes cada um), Sean Howe e Nick Sousanis. A categoria só não foi premiada em 1993 e 2001. Em 1998, foram excepcionalmente escolhidos dois vencedores, ambos com livros relacionados ao humor gráfico no Nordeste.

## Vencedores
| Ano  | Obra(s) | Autor(es) | Editora | Outros indicados | Notas         |
| ---- | --- | --- | --- | --- | ------------- |
| 1989 | Esses incríveis heróis de papel                                                                                     | Ionaldo Cavalcanti                                                                                                  | Mater | | [ 2 ]         |
| 1990 | Ecad, cadê o meu? - uma bem humorada cartilha sobre o direito autoral na música popular                             | José Carlos Costa Netto e Paulo Caruso                                                                              | Mil Folhas | | [ 2 ]         |
| 1991 | Quadrinhos e arte seqüencial                                                                                        | Will Eisner | Martins Fontes | | [ 2 ]         |
| 1992 | Mangá - o poder dos quadrinhos japoneses                                                                            | Sonia Bibe Luyten                                                                                                   | Hedra | | [ 2 ]         |
| 1994 | O que é fanzine | Henrique Magalhães                                                                                                  | Brasiliense | | [ 2 ]         |
| 1995 | História da história em quadrinhos                                                                                  | Álvaro de Moya | Brasiliense | | [ 2 ]         |
| 1996 | Desvendando os quadrinhos                                                                                           | Scott McCloud | Makron Books | | [ 2 ]         |
| 1997 | O mundo de Walt Disney                                                                                              | Álvaro de Moya | Geração | | [ 2 ]         |
| 1998 | Feras do humor baiano                                                                                               | Gutemberg Cruz | Empresa Gráfica da Bahia                                                                                            | | [ 2 ]         |
| 1998 | Humor diário - a ilustração humorística do Diário de Pernambucano (1914-1996)                                       | Lailson de Holanda Cavalcanti                                                                                       | UFPE | | [ 2 ]         |
| 1999 | O Rio de J. Carlos                                                                                                  | Zuenir Ventura e Cássio Loredano                                                                                    | Lacerda / Prefeitura do Rio de Janeiro                                                                              | | [ 2 ]         |
| 2000 | História (nem sempre) bem-humorada de Pernambuco - 140 caricaturas do século XIX - volume 1                         | Graça Ataíde e Rosário Andrade                                                                                      | Bagaço | | [ 3 ]         |
| 2002 | Quadrinhos, sedução e paixão                                                                                        | Moacy Cirne | Vozes | | [ 4 ]         |
| 2003 | Tá rindo do quê? - um mergulho nos Salões de Humor de Piracicaba                                                    | Camilo Riani | Unimep | | [ 5 ]         |
| 2004 | Vapt! Vupt! | Álvaro de Moya | Clemente Guarani | | [ 6 ]         |
| 2005 | A Guerra dos Gibis - a formação do mercado editorial brasileiro e a censura aos quadrinhos, 1933-1964               | Gonçalo Junior | Companhia das Letras                                                                                                | | [ 7 ]         |
| 2006 | Narrativas gráficas                                                                                                 | Will Eisner | Devir | - A Saga dos Super-Heróis Brasileiros, de Roberto Guedes (Opera Graphica) - Cultura Pop Japonesa, organizado por Sônia Luyten, vários autores (Hedra) - Dicionário do Morcego, de Silvio Ribas (Flama) - Os Guias DC de Roteiro e Desenhos (Opera Graphica) - Reinventando os Quadrinhos, de Scott McCloud (M. Books) - Tentação à Italiana, de Gonçalo Junior (Opera Graphica) | [ 8 ] [ 9 ]   |
| 2007 | O Tico-Tico - centenário da primeira revista de quadrinhos do Brasil                                                | Waldomiro Vergueiro e Roberto Elísio dos Santos (organizadores)                                                     | Opera Graphica | - Almanaque dos Quadrinhos - Carlos Patati (Ediouro) - Benicio - Um Perfil do Mestre das Pin-ups e dos Cartazes de Cinema - Gonçalo Junior (CLUQ) - Biblioteca dos Quadrinhos - Gonçalo Junior (Opera Graphica) - Homens do Amanhã - geeks, gângsteres e o nascimento dos gibis (Conrad) - Mangá - Como o Japão Reinventou os Quadrinhos - Paul Gravett (Conrad) - Mauricio – Quadrinho a Quadrinho - Sidney Gusman (Globo) | [ 10 ] [ 11 ] |
| 2008 | Desenhando quadrinhos                                                                                               | Scott McCloud | M.Books | - Almanaque de Cultura Pop Japonesa, de Alexandre Nagado (Via Lettera) - Iconográfilos - Teorias, Colecionismo e Quadrinhos, de Agnelo Fedel (LCTE) - JAPOP - O Poder da Cultura Pop Japonesa, de Cristiane A. Sato (NSP Hakkosha) - Love Hina Infinity (JBC) - Mulher ao Quadrado - As Representações Femininas nos Quadrinhos Norte-americanos, de Selma Oliveira (UNB/Finatec) - O Riso que nos Liberta, de Wellington Srbek (Marca da Fantasia) | [ 12 ] [ 13 ] |
| 2009 | Henfil - o humor subversivo                                                                                         | Márcio Malta | Expressão Popular                                                                                                   | - Batman e a Filosofia - O Cavaleiro das Trevas da Alma (Madras) - História em Quadrinhos - Impresso vs. Web (Unesp) - Magia dos Quadrinhos (Edições Bagaço) - Nossos Deuses são Super-Heróis (Cultrix) - Para o Alto e Avante (Editora Asterisco) - Traço a Traço Quadro a Quadro (Editora C/Arte) | [ 14 ] [ 15 ] |
| 2010 | A leitura dos quadrinhos                                                                                            | Paulo Ramos | Contexto | - Análise Textual da HQ: Uma abordagem semiótica da obra de Luiz Gê - Antonio Vicente Pietroforte (Annablume) - Fantasma - A biografia oficial do primeiro herói fantasiado dos quadrinhos - Marco Aurélio Luchetti - (Opera Graphica) - Memórias d'O Tico Tico. Juquinha, Giby e Miss Shocking. Os Quadrinhos Brasileiros 1884-1950 - Athos Cardoso Eichler (Senado Federal) - O Mocinho do Brasil - A história de um fenômeno editorial chamado Tex - Gonçalo Junior (Editora Laços) - Muito além dos quadrinhos - Waldomiro Vergueiro e Paulo Ramos (org.) (Devir) - Poeta do lápis: Sátira e Política na trajetória de Angelo Agostini no Brasil Imperial - Marcelo Balaban (Unicamp) | [ 16 ] [ 17 ] |
| 2011 | Bienvenido - um passeio pelos quadrinhos argentinos                                                                 | Paulo Ramos | Zarabatana | - Almanaque de Desenhos Animados (Paulo Gustavo Pereira - Matrix) - Ciência em Quadrinhos - Imagem e texto em cartilhas educativas (Márcia Mendonça - Bagaço) - Elementos do Estilo Mangá (João Henrique Lopes Souza - Independente) - Entes Perpétuos - O Universo Onírico de Neil Gaiman (Heitor Pitombo - Kalaco) - A Guerra dos Gibis 2: Maria Erótica e o Clamor do Sexo, Imprensa, Pornografia, Comunismo e Censura na Ditadura Militar, 1964/1985 (Gonçalo Junior - Peixe Grande) - O Quadro nos Quadrinhos (Fabio Luiz Carneiro Mourilhe Silva - Multifoco) | [ 18 ] [ 19 ] |
| 2012 | Angelo Agostini - a imprensa ilustrada da Corte à Capital Federal, 1864-1910                                        | Gilberto Maringoni                                                                                                  | Devir | - A História em Quadrinhos no Brasil, por Waldomiro Vergueiro e Roberto Elísio dos Santos (Laços); - Enciclopédia dos Quadrinhos, por Goida e André Kleinert (L&PM); - Faces do Humor, uma Aproximação entre Piadas e Tiras, por Paulo Ramos (Zarabatana); - Histórias em Quadrinhos & Educação - Formação e Prática Docente, por Elydio dos Santos Neto e Marta Regina Paulo da Silva - Orgs. (Editora Metodista); - Linguagem HQ, por Nobu Chinen (Editora Criativo); - Super-Heróis, Cultura e Sociedade, por Nildo Viana e Iuri Andréas Reblin - Orgs. (Editora Ideias & Letras). | [ 20 ] [ 21 ] |
| 2013 | E Benício criou a mulher                                                                                            | Gonçalo Junior | Opera Graphica | - História da caricatura brasileira (Luciano Magno) - Stan Lee, o reinventor dos super-heróis (Roberto Guedes) - A morte do Grilo (Gonçalo Junior) - Gibi - A revista sinônimo de quadrinhos (Waldomiro Vergueiro) - Grafipar: a editora que saiu do eixo (Gian Danton) - Revolução do gibi (Paulo Ramos) | [ 22 ] [ 23 ] |
| 2014 | Marvel Comics - A história secreta                                                                                  | Sean Howe | Leya Brasil | - Anuário de Fanzines, Zines e Publicações Alternativas - A arte de Osamu Tezuka – Deus do Mangá (Helen McCarthy) - A arte de quadrinizar. Filosofia e prática (Ivan Brunetti) - Os Pioneiros no Estudo de Quadrinhos no Brasil (Waldomiro Vergueiro, Paulo Ramos e Nobu Chinen) - Os Quadrinhos na Era da Digital – Hqtrônicas, webcomics e cultura participativa (Lucio Luiz) - Will Eisner. Um sonhador dos quadrinhos Michael Schumacher) | [ 24 ] [ 25 ] |
| 2015 | Humor Paulistano - A Experiência da Circo Editorial, 1984-1995                                                      | Toninho Mendes | Sesi-SP Editora | - A Arte de Neil Gaiman (Harley Campbell) - Heróis dos Animês (André Morelli) - O Uso das Cores (Cris Peter) - Quadrinhos e literatura: diálogos possíveis – (Paulo Ramos, Waldomiro Vergueiro e Diego Figueira) - Quadrinhos: história moderna de uma arte global (Dan Mazur e Alexander Danner) - Tiras Livres: Um Novo Gênero dos Quadrinhos (Paulo Ramos) | [ 26 ] [ 27 ] |
| 2016 | Imageria - O nascimento das histórias em quadrinhos                                                                 | Rogério de Campos                                                                                                   | Veneta | - A Caminho da Justiça por Felipe Morcelli, Pablo Sarmento e Luís Alberto Martins Pereira – INDEPENDENTE - Como escrever quadrinhos, por Gian Danton – Marca de Fantasia - Marcatti: Tinta, Suor e Suco Gástrico, por Pedro de Luna – MARSUPIAL/JUPATI - Mauricio 80 – PANINI - Moacy Cirne: o Gênio Criativo dos Quadrinhos, por Alex de Souza – MARSUPIAL/JUPATI - Os quadrinistas por Télio Navega – ZARABATANA - Quadrinhos & Educação – Volume 1 e 2 por Thiago Modenesi e Amaro Braga – Faculdade dos Guararapes - Representações do Feminino nas Histórias em Quadrinhos, org por Amaro Braga Jr.& Valéria Fernandes da Silva – Edufal - Universo HQ Entrevista – Organizado por Sidney Gusman – NEMO | [ 28 ] [ 29 ] |
| 2017 | 1973, Quando Tudo Começou! - História do 1º Salão Brasileiro de Humor e Quadrinhos                                  | vários autores | Independente | - COMO ESCREVER HISTÓRIAS (independente) - CURSO BÁSICO DE HISTÓRIAS EM QUADRINHOS – MODALIDADE EAD (Fundação Demócrito Rocha) - FLERTE DA MULHER BARBADA (Veneta) - MAGO DAS PALAVRAS – A VIDA EXTRAORDINÁRIADE ALAN MOORE Marsupial) - MANGÁS – ESTÉTICA BIDIMENSIONAL E DESLOCAMENTOS CULTURAIS (Intermeios) - MESTRES MODERNOS VOL 4 – WALTER SIMONSON (Marsupial) - MESTRES MODERNOS VOL 6 – ARTHUR ADAMS (Marsupial) - OS DOIS LADOS DA GUERRA CIVIL – ANÁLISE HISTÓRICA E FILOSÓFICA DO MAIOR CONFLITO ENTRE SUPER-HERÓIS (Editora Criativo) - VESTINDO AINDA MAIS A BANDEIRA DOS EUA – O CAPITÃO AMÉRICA PÓS ATENTADO DE 11 DE SETEMBRO (Paco Editorial) | [ 30 ] [ 31 ] |
| 2018 | Desaplanar | Nick Sousanis | Veneta | - A história dos quadrinhos e da gibiteca de Curitiba - As HQs dos trapalhões - As linguagens dos quadrinhos - Mangás, animes e a psicologia - Mulheres em traços: a percepção do sensível presente na exposição batom, Lápis & TPM. - Panorama das histórias em quadrinhos - Quadrinhos através da história – as eras dos super-heróis - Tiras no ensino - Um incêndio na lógica – 25 anos do Salão Universitário de Humor da Unimep | [ 32 ] [ 33 ] |
| 2019 | Tradução de Histórias em Quadrinhos                                                                                 | Carol Pimentel | Transitiva | - Curso Quadrinhos em Sala de Aula - História das Histórias em Quadrinhos no Ceará - Mangá, animês e psicologia 2 - Os Novos Homens no Amanhã: Projetos e Disputas em Torno dos Quadrinhos na América Latina (Brasile Chile – Anos 1960-1970) - Piracartum - Quadrinhos & Educação vol. 4 - Quadro a Quadro - Super-Homem e o Romantismo de Aço - Tex | [ 34 ] [ 35 ] |
| 2020 | Mulheres & Quadrinhos Dani Marino e Laluña Machado, orgs. / Skript                                                  | Mulheres & Quadrinhos Dani Marino e Laluña Machado, orgs. / Skript                                                  | Mulheres & Quadrinhos Dani Marino e Laluña Machado, orgs. / Skript                                                  | - Catálogo HQ Brasil (Érico Assis, editor / Programa Brasil em Quadrinhos) - Como Escrever Tirinhas de Quadrinhos?: Um Pequeno Manual de Roteiro e Storytelling (Rafael Duarte Oliveira Venancio / independente) - Educando na República: Charges, Cartuns e Histórias em Quadrinhos da Revista Illustrada (Thiago Modenesi / independente) - Grande Almanaque de Super-Heróis Brasileiros (Franco de Rosa / Chiaroscuro Studios) - Mulheres Quadrinistas: No Ceará Tem Disso Sim (Jeanni Cordeiro Barros / Appris) - O Estatuto das Belas-Artes Nos Quadrinhos (Gazy Andraus / Marca de Fantasia) - O Justiceiro de Garth Ennis e o Mundo como Graphic Novel (Alberto Pessoa / Marca de Fantasia) - Salão de Humor Internacional de Caratinga: 15 Anos (Edra) - Tiras Paulistas 1963-1968 (Luigi Rocco / Laços) | [ 36 ] [ 37 ] |
| 2021 | O Império dos Gibis: A Incrível História dos Quadrinhos da Editora Abril Manoel de Souza e Maurício Muniz / Heroica | O Império dos Gibis: A Incrível História dos Quadrinhos da Editora Abril Manoel de Souza e Maurício Muniz / Heroica | O Império dos Gibis: A Incrível História dos Quadrinhos da Editora Abril Manoel de Souza e Maurício Muniz / Heroica | - A Bíblia do Roteiro de Quadrinhos: Criação de Histórias em Quadrinhos do Básico ao Inovador (Alexandre Lobão, Gian Danton e Leonardo Santana / Tagore) - A Tradução de Quadrinhos no Brasil: Princípios, Práticas e Perspectivas (Kátia Hanna e Dennys Silva-Reis, orgs. / Lexikos) - Balões de Pensamento: Textos para Pensar Quadrinhos (Érico Assis / Balão) - Coleção MeMo: A Revista da Memória Gráfica (Toni Rodrigues, editor / Criativo) - Isto É um Trabalho Para... Os Quadrinhos: Reflexões por Trás dos Balões (Nataniel dos Santos Gomes, Vanderlis Legramante Barbosa e Dagmar Vieira Nogueira, orgs. / ASPAS) - Olhares Sobre os Textos: Verbal e Não Nerbal (Nataniel dos Santos Gomes, Ruberval Franco Maciel e Vanderlis Legramante Barbosa, orgs. / Dialogarts) - Os Cavaleiros das Trevas (Carlos Vásquez, Bruno Monte de Castro, Carolina Branco Bardese e Marcelo Lara / Skript) - Processos Criativos nos Quadrinhos: 25 Entrevistas com Quadrinistas Brasileiros (Marcelo Engster / Buva) - Quadrinizando nas Aulas de Arte: De Professor para Professor (Jr. Misaki / independente) | [ 38 ] [ 39 ] |
| 2022 | História dos Quadrinhos: EUA Diego Moreau e Laluña Machado / Skript                                                 | História dos Quadrinhos: EUA Diego Moreau e Laluña Machado / Skript                                                 | História dos Quadrinhos: EUA Diego Moreau e Laluña Machado / Skript                                                 | - Coleção MeMo: A Revista da Memória Gráfica (Toni Rodrigues, editor / Criativo) - Entre Patos e Ratos: A Epopeia dos Quadrinhos Disney (Marcus Ramone / Noir) - Entre Poderes e Responsabilidades: O Fascínio das Histórias em Quadrinhos de Super-heróis Pelo Olhar de Seus Leitores (Rubem Borges Teixeira Ramos e Lígia Maria Moreira Dumont / UFMG) - Marvel Comics: A Trajetória da Casa das Ideias no Brasil (Alexandre Morgado / independente) - Narrativas Gráficas Curitibanas: 210 Anos de Charges, Cartuns e Quadrinhos (José Aguiar / Biblioteca Pública do Paraná) - Negritude, Poderes e Heroísmos: Estudos Sobre Representações e Imaginários nas Histórias em Quadrinhos (Elbert de Oliveira Agostinho, org. / Conexão 7) - Ponto de Fuga: Mulheres Ilustradoras e Quadrinistas do Norte Brasileiro (Rafaella Rodinistzky, org. / UFMG) - Quadrinhos do Brasil Volume 1 (Heitor Pitombo / Heroica) - Quadrinhos Queer (Ellie Irineu, Gabriela Borges e Guilherme Smee, orgs. / Skript) - Zip!: Quadrinhos & Cultura Pop (Ciro Inácio Marcondes / Metrópoles) | [ 40 ] [ 41 ] |
| 2023 | Balões de Pensamento 2: Ideias que Vêm dos Quadrinhos Érico Assis / Balão                                           | Balões de Pensamento 2: Ideias que Vêm dos Quadrinhos Érico Assis / Balão                                           | Balões de Pensamento 2: Ideias que Vêm dos Quadrinhos Érico Assis / Balão                                           | - Amazona: 80 Anos da Mulher-Maravilha (Carol Pimentel, org. / Skript) - Catálogo HQ Brasil: Edição Bilíngue Espanhol/Português (Érico Assis, editor / Programa Brasil em Quadrinhos) - Do Lazer ao Fazer: As Histórias em Quadrinhos na Escola (Maiara Alvim de Almeida, Natania Aparecida da Silva Nogueira e Nataniel dos Santos Gomes, orgs. / ASPAS) - Dossiê Mulheres e Arte Sequencial: Elas Pesquisam, Elas Produzem (Danielle Barros Silva Fortuna, Maiara Alvim de Almeida, Cátia Ana Baldoino da Silva e Nataly Costa Fernandes Alves, orgs. / Cegraf UFG) - HQ: Uma Pequena História dos Quadrinhos para Uso das Novas Gerações (Rogério de Campos / Veneta e SESC) - Imagem, Pesquisa e Criatividade: Os Quadrinhos como Vetores do Conhecimento (Amaro Xavier Braga Junior, Caetano Galindo Borges e Natania Aparecida da Silva Nogueira, orgs. / ASPAS) - Quadrinhos & Educação Volume 6 (Amaro Xavier Braga Junior e Thiago Modenesi, orgs. / Quadriculando) - Quadrinhos Independentes: Histórias da Cena Brasileira (Renan Rivero / Universo Guará) - Transbordando Páginas & Fronteiras: Uma Breve Saga dos Mangás no Brasil (Ingrid Luisa) - Ziraldo: Memórias (Francisco Ucha / independente) | [ 42 ] [ 43 ] |